# Jésus Christ (chanson)
Singles de Johnny Hallyday
Ceux que l'amour a blessé
(1970) Deux amis pour un amour
(1970)
Jésus Christ est une chanson de Johnny Hallyday. Elle sort en 45 tours le 25 avril 1970 et clôt l'album (paru le 6 novembre de cette même année) Vie. Composée par Eddie Vartan et écrite par Philippe Labro, la chanson à sa sortie est l'objet de vives polémiques et contestations et est interdite de diffusion sur les radios et à la télévision.

## Histoire

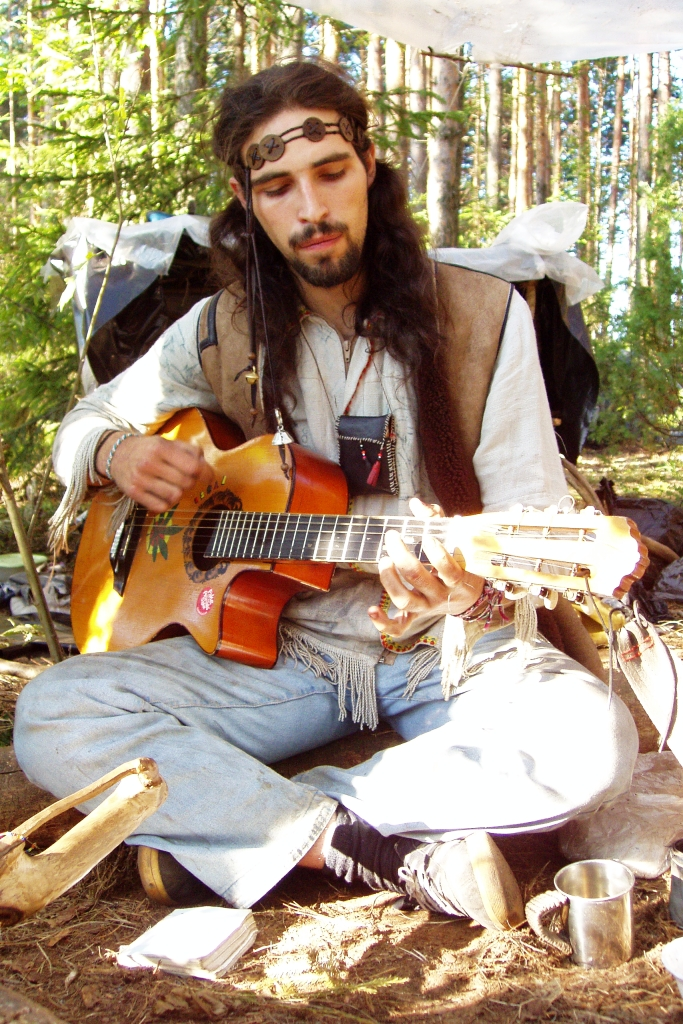
Un participant au rainbow gathering de Russie en 2005 ayant l'apparence traditionnelle du hippie.

Jésus Christ (et On me recherche, proposée en face B du single) marque la première collaboration du chanteur avec le journaliste Philippe Labro, une rencontre artistique qui va profondément marquer la carrière de Johnny Hallyday.
En cette période (fin des années 1960, début des années 1970), qui voit le mouvement hippie et le peace and love, en réaction à la guerre du Viêt Nam, se propager dans le monde occidental, Jésus-Christ est un « personnage en vogue » (1970 est l'année où sort l'album concept Jesus Christ Superstar, avant de s'imposer l'année suivante sur la scène de Broadway).
C'est dans ce contexte que Philippe Labro imagine que si Jésus de Nazareth vivait aujourd'hui, ce dernier serait un hippie, qu'il aimerait les filles aux seins nus, participerait au festival de Woodstock, fumerait de la marie-jeanne et serait régulièrement arrêté pour vagabondage :
«  S'il existe encore aujourd'hui, il doit vivre aux États-Unis [...], il doit fumer de la marie-jeanne avec un regard bleu qui plane / Jésus, Jésus-Christ, Jésus-Christ est un hippie [...], Autour de son front un bandeau, il est barbu et chevelu [...], il aime les filles aux seins nus, il est né à San Francisco [...], il vit dans un sac de couchage, on n'arrête pas de l'arrêter pour délit de vagabondage, au grand festival de Woodstock
C'est lui qui soignait les blessés [...]  »
L'idée de la chanson vient à Labro après un voyage aux États-Unis : « J'avais noté une ressemblance frappante entre le mouvement hippie et quelque chose de Jésus christique, je m'étais dit que s'il revenait aujourd'hui, Jésus Christ serait sans aucun doute un hippie. [...] Alors que je n'avais jamais écrit de chanson de ma vie, j'ai fait le texte [...], je l'ai montré à Eddie en lui disant, soit on le donne à un petit chanteur et la chanson restera dans un circuit parallèle [...] ; soit on la propose au chanteur le plus écouté, le plus représentatif de sa génération, Johnny Hallyday et il se passera forcément quelque chose. Johnny a tout de suite compris l'importance de ce texte... Et cela n'a pas manqué. ».
À sa sortie, le scandale est immédiat, la chanson est interdite à l'ORTF et sur les radios (Europe N°1 fait de la résistance et diffuse malgré tout le titre sept fois dans une même journée, alors que sur France Inter Michel Droit critique sévèrement la chanson, qu'il juge inconsciente autant qu'indécente et approuve la censure qui la frappe), tandis que plusieurs magasins retirent le disque de leurs rayons. Une censure qui a pour effet de doper les ventes. Pour autant, la polémique ne retombe pas et des débats sont organisés entre des hauts dignitaires de l'Église catholique et Philippe Labro (l'auteur et l'interprète sont alors menacés par le Vatican d'excommunication).
Dans les faits, plusieurs évêques ont effectivement fait remonter la demande jusqu'au Vatican, mais aucune réponse officielle n'a jamais été adoptée. Apprenant cela, Johnny réaffirme sa foi et précise qu'il a la certitude que Jésus lui a pardonné,.
Jésus Christ est du tour de chant de la tournée d'été et d'automne d'Hallyday. En novembre et décembre, aux Antilles et au Canada c'est une affiche qui le présente moustachu et torse nu crucifié sur une guitare qui crée l'émotion. Après des remous à Pointe-à-Pitre, les étapes canadiennes sont elles aussi émaillées de plusieurs incidents.
La chanson n'a plus été reprise par l'artiste sur scène ; toutefois, un autre titre, en 1982, Veau d'or, vaudou fait une nouvelle fois allusion à un Jésus hippie : « [...] Le jeune hippie de Bethléem qui se battait avec des fleurs, vous l'avez démoli vous-mêmes... » (album La Peur).

## Discographie
1970 :
- 25 avril : 45 tours Philips 6009042 : Jésus Christ - On me recherche
- 6 novembre : album Philips 6397018 : Vie

Enregistrement en public :
- 1970 : Johnny Hallyday live Cambrai 4 sept. 1970 (resté inédit jusqu'en 2022, sortie posthume)

## Réception
Le titre se classe n°1 des ventes en France durant 4 semaines au mois de juin et s’écoule à plus de 400 000 exemplaires.

### Classements hebdomadaires
| Classement (1970) | Meilleure position |
| ----------------- | ------------------ |
| France            | 1                  |
| Liban             | 10                 |